# Tipula lourensi
Tipula lourensi är en tvåvingeart som beskrevs av Den Hollander 1975. Tipula lourensi ingår i släktet Tipula och familjen storharkrankar.
Artens utbredningsområde är Tanzania. Inga underarter finns listade i Catalogue of Life.